# Station Heemstede-Aerdenhout
Station Heemstede-Aerdenhout is het enige spoorwegstation in de gemeente Heemstede en ligt aan de Oude Lijn, tussen Leiden en Haarlem, dat ligt naast de Leidsevaart.
Het station is gesitueerd op de plek van het oude tolhuis Heemstede aan de Leidsevaart. Het werd in eerste instantie als "afgedwongen" stopplaats geopend in 1872 en na 8 jaar gesloten. Daarna werd het heropend op 1 oktober 1891 als halte Zandvoortsche Laan, die in 1903 weer werd opgeheven. In 1928 werd de halte "Heemstede-Aerdenhout" geopend, die in 1958 werd vervangen door het huidige viaductstation. Dit station is ontworpen door stationsarchitect Koen van der Gaast.
Er rijden 6 treinen per uur richting zowel Haarlem als Leiden. Tot 1986 was er een beperktere treindienst, omdat er in elke richting maar 2 treinen per uur stopten. De intercitytreinen Amsterdam-Vlissingen en Amsterdam-Brussel stopten niet op dit station. Zij reden met hoge snelheid over het viaduct, wat naar wordt gezegd luid gedreun veroorzaakte. Sinds de ingebruikname van de Amsterdamse Westtak in 1986 rijden deze intercity's niet meer via Haarlem en stoppen alle passerende treinen in Heemstede-Aerdenhout.
Met ingang van de dienstregeling 2012 heeft Heemstede-Aerdenhout de intercitystatus. Dit houdt in dat alle intercity's (voorheen sneltreinen) sindsdien stoppen op dit station. De intercity Amsterdam - Leiden - Den Haag HS - Schiedam Centrum - Rotterdam - Vlissingen werd tegelijkertijd verlegd via Haarlem, en ook deze Intercity stopt te Heemstede-Aerdenhout. In de dienstregeling van 2013 werd de treindienst Vlissingen - Amsterdam/Lelystad weer terug verplaatst naar Schiphol. Tegenwoordig rijdt de intercity Amsterdam - Vlissingen weer via Haarlem en Heemstede-Aerdenhout.
Het station beschikt over (eenvoudig uitgevoerde) kaartverkoop. Voordat de verbouwing plaatsvond, waren er loketten; ooit waren dat er zelfs drie. De meeste reizigers zijn forensen die voor hun werk dagelijks naar Amsterdam, Den Haag of Rotterdam reizen. Met name in de spitsuren is het kleine station dan ook gevuld met reizigers.
Het huidige stationsgebouw was een van de eerste Nederlandse viaductstations samen met de voormalige station Vlaardingen Oost.

## Treinen
De volgende treinseries doen station Heemstede-Aerdenhout aan:
| Serie | Treinsoort     | Route | Bijzonderheden |
| ----- | -------------- | --- | --- |
| 2100  | Intercity (NS) | Amsterdam Centraal – Haarlem – Heemstede-Aerdenhout – Leiden Centraal – Den Haag Centraal | rijdt niet na 22.00 behalve op vrijdag en zaterdag |
| 2200  | Intercity (NS) | Amsterdam Centraal – Amsterdam Sloterdijk – Haarlem – Heemstede-Aerdenhout – Leiden Centraal – Den Haag HS – Delft – Schiedam Centrum – Rotterdam Centraal – Dordrecht – Roosendaal – Vlissingen | Rijdt op weekdagen overdag 1x/uur en vormt een halfuurdienst met series 2300 (tussen Amsterdam Centraal en Roosendaal) en 6500 (tussen Roosendaal en Vlissingen). 's Avonds en in het weekend rijdt deze serie 2x/uur. |
| 2300  | Intercity (NS) | Amsterdam Centraal – Amsterdam Sloterdijk – Haarlem – Heemstede-Aerdenhout – Leiden Centraal – Den Haag HS – Delft – Schiedam Centrum – Rotterdam Centraal – Dordrecht – Roosendaal – Vlissingen | Rijdt alleen op weekdagen overdag en rijdt 1x/uur. Vormt tussen Amsterdam Centraal en Roosendaal een halfuursdienst met serie 2200. 's Avonds en in het weekend rijdt serie 2200 2x/uur.                               |
| 6300  | Sprinter (NS)  | (Den Haag Centraal – ) Leiden Centraal – Heemstede-Aerdenhout – Haarlem | Rijdt na 20:00 uur en op vrijdag en in het weekend tussen Leiden Centraal en Haarlem. |

## Bussen
Het station beschikt over een bushalte, genaamd Heemstede, Station (zonder Aerdenhout). De buslijnen die de halte bedienen vallen onder de concessie Haarlem/IJmond, die in handen is van Connexxion.
| Lijn | Route | Soort     | Bijzonderheden                                               |
| ---- | --- | --------- | ------------------------------------------------------------ |
| 9    | Vogelenzang, Dorp - Aerdenhout - Heemstede, Station - Bennebroek, Huis te Bennebroek                                                                                         | Streekbus |                                                              |
| 14   | Heemstede, Station - Haarlem Centrum - Haarlem, Station - Haarlem, Delftplein                                                                                                | Streekbus |                                                              |
| 80   | Zandvoort, Centrum - Heemstede, Station - Haarlem, Schipholweg/Europaweg - Haarlem, Spaarnwoude Station - Halfweg - Amsterdam, Busstation Elandsgracht                       | Streekbus |                                                              |
| 680  | Aerdenhout, Boekenroodeweg - Heemstede, Station - Haarlem, Schipholweg/Europaweg - Haarlem, Spaarnwoude Station - Halfweg - Zwanenburg - Halfweg, Station Halfweg-Zwanenburg | Schoolbus | 's Ochtends richting Aerdenhout, 's middags richting Halfweg |

## Ontwikkeling aantal reizigers
Het aantal door NS vervoerde reizigers (per gemiddelde werkdag) ontwikkelde zich sedert 2019 als volgt:
| Jaar | Aantal reizigers |
| ---- | ---------------- |
| 2019 | 7.830            |
| 2020 | 3.448            |
| 2021 | 3.581            |
| 2022 | 5.140            |
| 2023 | 5.826            |
| 2024 | 6.257            |

## Afbeeldingen

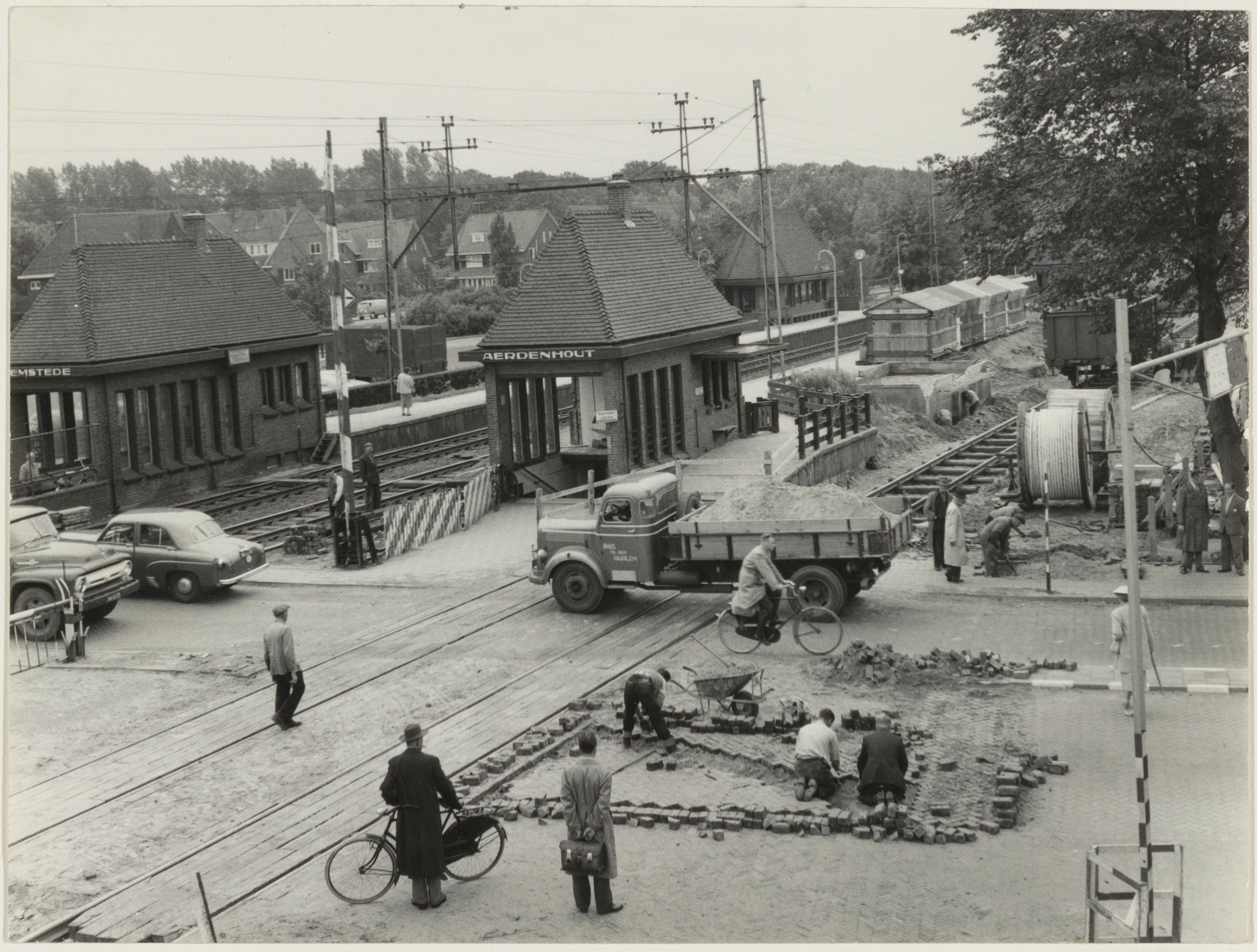
Het oude, niet verhoogde, station
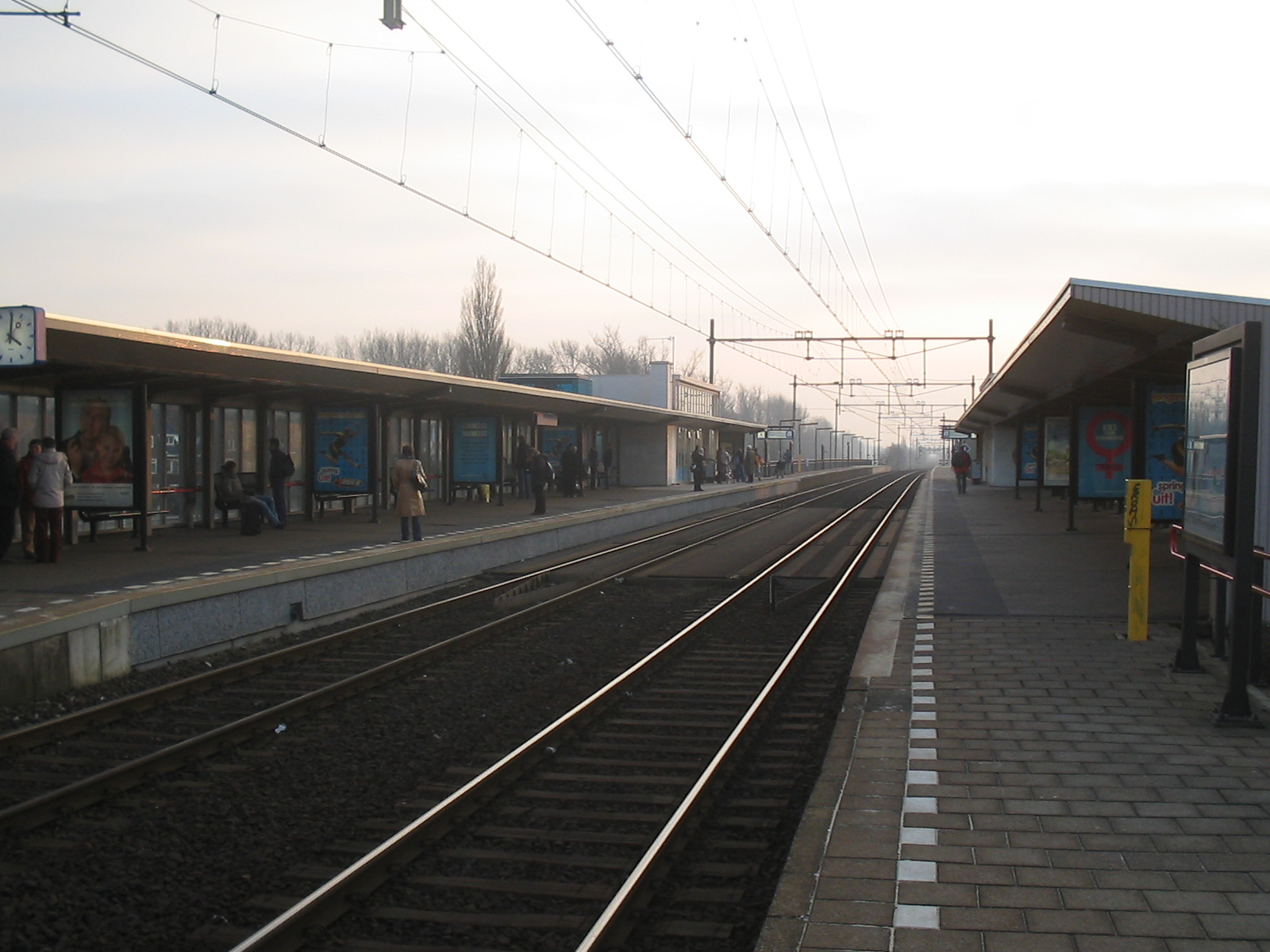
Perron
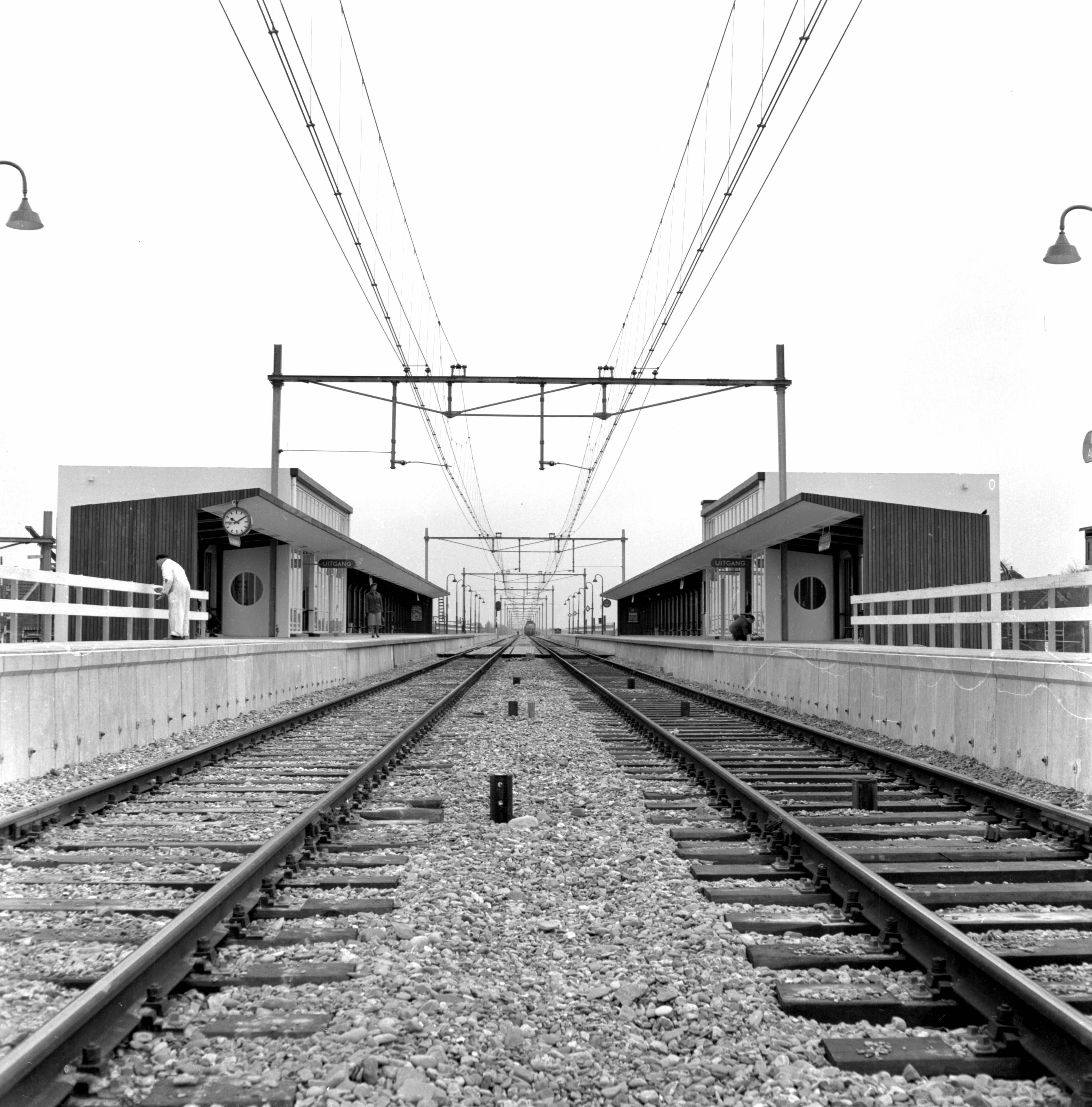
Perrons
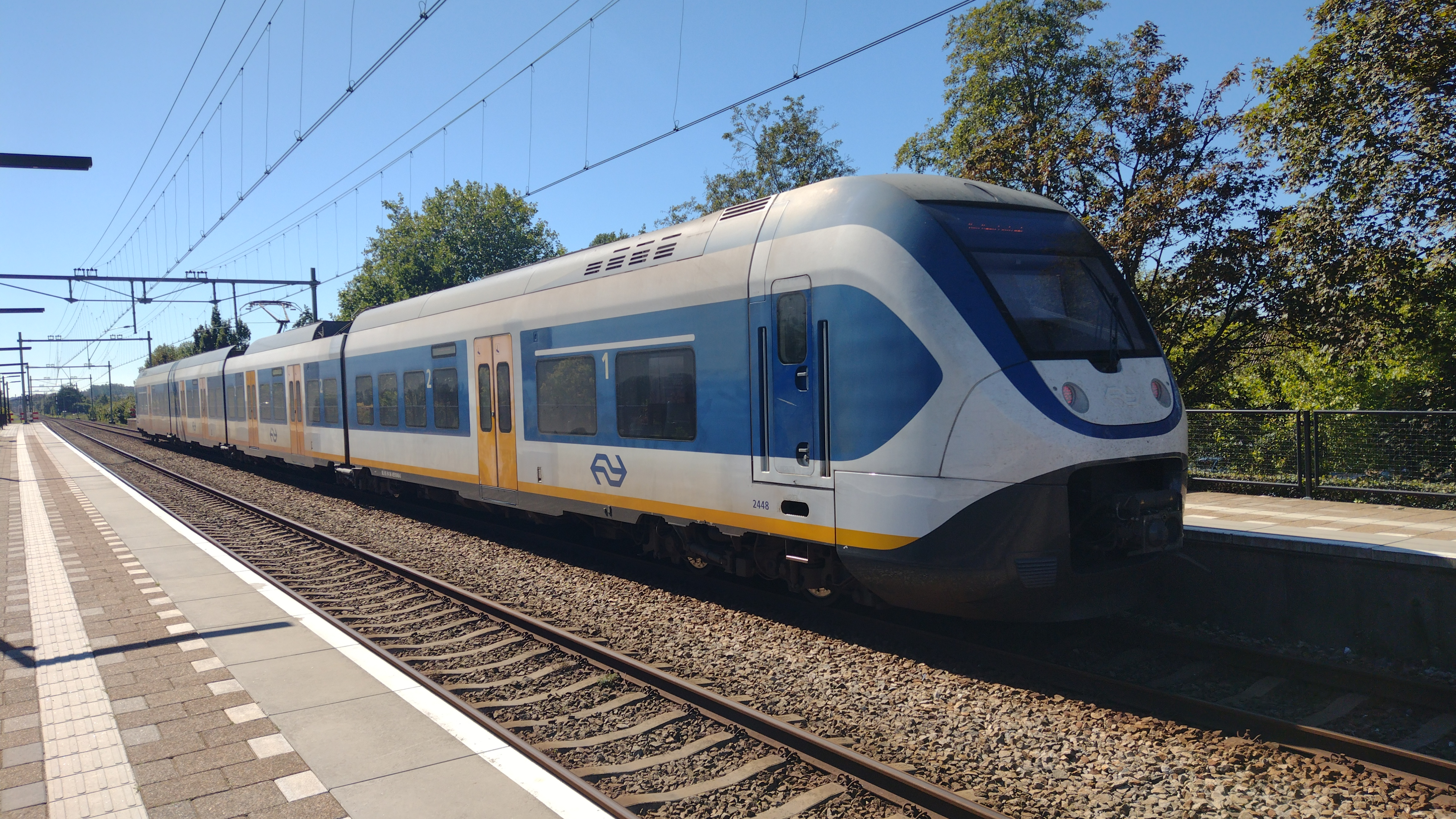
SLT op het station

−1: Amsterdam Centraal ·
−1: Amsterdam Westerdok ·
0: Amsterdam Willemspoort ·
0: Amsterdam d'Eenhonderd Roe ·
3: Amsterdam Sloterdijk ·
9: Halfweg-Zwanenburg ·
14: Haarlem Spaarnwoude
17: Haarlem ·
21: Heemstede-Aerdenhout ·
25: Vogelenzang ·
28: Hillegom ·
30: Veenenburg ·
32: Lisse ·
36: Piet Gijzenbrug ·
38: Voorhout ·
41: Postbrug ·
42: Warmond ·
46: Leiden Centraal ·
48: De Vink ·
51: Voorschoten ·
54: Statistiek ·
57: Den Haag Mariahoeve ·
59: Den Haag Laan van NOI ·
61: Den Haag HS ·
63: Den Haag Moerwijk ·
65: Rijswijk ·
69: Delft ·
71: Delft Campus ·
77: Kethel ·
80: Schiedam Centrum ·
82: Beukelsdijk ·
84: Rotterdam Delftse Poort ·
84: Rotterdam Centraal
Alkmaar ·
-Noord ·
Amsterdam:
-Amstel ·
-ArenA ·
-Bijlmer ArenA · 
-Centraal ·
-Holendrecht ·
-Lelylaan ·
-Muiderpoort ·
-RAI ·
-Science Park ·
-Sloterdijk ·
-Zuid ·
Anna Paulowna ·
Beverwijk ·
Bloemendaal ·
Bovenkarspel:
-Flora ·
-Grootebroek ·
Bussum Zuid ·
Castricum ·
Den Helder ·
-Zuid ·
Diemen ·
-Zuid ·
Driehuis ·
Duivendrecht ·
Enkhuizen ·
Haarlem ·
-Spaarnwoude ·
Halfweg-Zwanenburg ·
Heemskerk ·
Heemstede-Aerdenhout ·
Heerhugowaard ·
Heiloo ·
Hilversum ·
-Media Park ·
-Sportpark ·
Hollandsche Rading ·
Hoofddorp ·
Hoogkarspel ·
Hoorn ·
-Kersenboogerd ·
Koog aan de Zaan ·
Krommenie-Assendelft ·
Naarden-Bussum ·
Nieuw Vennep ·
Obdam ·
Overveen ·
Purmerend ·
-Overwhere ·
-Weidevenne ·
Santpoort:
-Noord ·
-Zuid ·
Schagen ·
Schiphol Airport ·
Uitgeest ·
Weesp ·
Wormerveer ·
Zaandam ·
-Kogerveld ·
Zaandijk Zaanse Schans ·
Zandvoort aan Zee
Stations van de Museumstoomtram Hoorn-Medemblik:
Tramstation Hoorn · 
Zwaag ·
Wognum-Nibbixwoud ·
Twisk ·
Opperdoes ·
Medemblik
Voormalige stations: zie de lijst van voormalige spoorwegstations in Noord-Holland